# Tasiocera (Tasiocera) tridentata
Tasiocera (Tasiocera) tridentata is een tweevleugelige uit de familie steltmuggen (Limoniidae). De soort komt voor in het Australaziatisch gebied.